# Javier Pascual

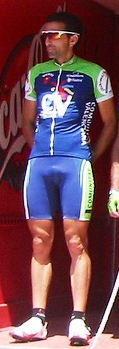
Javier Pascual bei der Euskal Bizikleta 2005

Javier Pascual Rodríguez (* 14. November 1971 in La Virgen del Camino) ist ein spanischer Radrennfahrer.

## Karriere
Javier Pascual begann seine Radsportkarriere 1995 bei Santa Clara. Nach zwei Jahren wechselte er zum Team Kelme-Costa Blanca, das später Comunidad Valenciana. 1999 konnte er die Gesamtwertung der Ruta del Sol und eine Etappe der Murcia-Rundfahrt für sich entscheiden. Zur Saison 2001 wechselte er zu der spanischen Mannschaft iBanesto.com und gewann sofort eine Etappe der Vuelta a Castilla y León. Im folgenden Jahr gewann er dann noch eine Etappe der Ruta del Sol. Seit 2004 wechselte Pascual Rodríguez zurück zum Team Comunidad Valenciana und siegte auf der 18. Etappe der Vuelta a España auf dem Weg nach Ávila. Im folgenden Jahr entschied er die beiden Rennen Gran Premio Miguel Induráin und Vuelta a La Rioja für sich. Nach der Saison 2006 beendete er seine Karriere.

## Palmarès
1999
- Gesamtwertung Ruta del Sol

2004
- eine Etappe Vuelta a España

2005
- Gran Premio Miguel Induráin
- Gesamtwertung Vuelta a La Rioja

## Teams
- 1995 Santa Clara
- 1996 Santa Clara
- 1997 Kelme-Costa Blanca
- 1998 Kelme-Costa Blanca
- 1999 Kelme-Costa Blanca
- 2000 Kelme-Costa Blanca
- 2001 iBanesto.com
- 2002 iBanesto.com
- 2003 iBanesto.com
- 2004 Comunidad Valenciana
- 2005 Comunidad Valenciana
- 2006 Comunidad Valenciana